# Krosno-Ludwików
Krosno-Ludwików (przed 2017 Ludwików) – część wsi Krosno w Polsce, położona w województwie łódzkim, w powiecie piotrkowskim, w gminie Gorzkowice.
Przed 2017 rokiem obowiązywała nazwa Ludwików.
W latach 1975–1998 ówczesny Ludwików administracyjnie należał do województwa piotrkowskiego.